# Храм Сергия Радонежского (Нижний Тагил)
Храм Сергия Радонежского — храм Нижнетагильской епархии Русской православной церкви, расположенный в Нижнем Тагиле на улице Металлургов в Тагилстроевском районе города.

## История
Церковь была заложена 25 сентября 2000 года по просьбе руководства Нижнетагильского металлургического комбината. Первый камень в её основание заложили глава города Н. Н. Диденко, губернатор Свердловской области Э. Э. Россель, генеральный директор Нижнетагильского металлургического комбината С. К. Носов и патриарх Московский и всея Руси Алексий II. Для постройки церкви был выбран проект екатеринбургского архитектора В. И. Симиненко, а подрядчиком — трест «Тагилстрой».
Возведение церкви началось в 2001 году и финансировалось за счёт средств Нижнетагильского металлургического комбината, «ЕвразХолдинга» и Екатеринбургской епархии, о чём напоминает табличка на стене церкви. 25 сентября 2003 г. было проведено освящение крестов и куполов храма. Освящение самой церкви состоялось 22 октября 2004 года и было проведено тремя архиереями: архиепископом Екатеринбургским и Верхотурским Викентием, епископом Сергиево-Посадским Феогностом и архиепископом Брянским и Севским Феофилактом.
Главная святыня храма — икона Сергия Радонежского, освященная на мощах преподобного, с частицей мощей святого.

## Архитектура церкви
В Русско-византийской архитектуре храма также прослеживаются мотивы Классицизма и традиции церковной архитектуры рубежа XIX—XX вв. Многие идеи были взяты из облика разрушенной в 1963 году Выйско-Никольской церкви.
Здание церкви имеет вид крестовокупольного городского храма, построенного на высоком цоколе и рассчитанного на 800 человек. Оно состоит из квадратного четырёхстопного основного объёма, полукруглой апсиды с главкой и трапезной. Доминирующая колокольня достигает в высоту до креста 40 метров. Кровли куполов церкви имеют рельефный орнамент, а их венчают луковичные главки. Звонница храма имеет цилиндрический вид, а в ней есть четыре арочных проёма для колоколов. Колоколов у храма 11 весом от 6 кг до 1,5 т. Всего у храма есть семь куполов. В здание церкви ведут три входа в виде портиков. Роспись храма выполнили московские художники по эскизам заслуженного художника России В. Павлова.

## Духовенство
- Настоятель храма — Протоиерей Олег Шабалин
- Иерей Вячеслав Столяров
- Иерей Павел Козлов
- Иерей Михаил Агеносов[2]